# 범명우
범명우(范明友, ? ~ 기원전 66년)는 전한 후기의 군인으로, 농서군 사람이다.

## 생애
강기교위(羌騎校尉)가 되어 강족을 이끌고 익주·무도저의 반란 진압에 종군하였다.
원봉 3년(기원전 78년), 대장군 곽광은 오환을 노리는 흉노를 치려 하였다. 호군도위 조충국은 반대하였으나 중랑장(中郞將) 범명우는 찬성하였고, 곧 도요장군 겸 위위가 되어 요동으로 출진하였다. 흉노는 한나라 군세가 온다는 소식을 듣고 물러났으나, 흉노가 물러가면 오환을 치라는 명을 받았던 범명우는 그 길로 오환을 쳐 6천여 명의 수급과 왕 세 명의 목을 얻고 돌아갔고, 공로를 인정받아 평릉후(平陵侯)에 봉해졌다. 원봉 6년(기원전 75년)에 오환이 변경을 침략하자 다시 도요장군이 되어 출격하였다.
원평 원년(기원전 74년), 소제가 붕어하고 창읍왕이 즉위하였으나, 행실이 불량하여 폐위되었다. 이때 범명우는 창읍왕의 폐위를 촉구하는 상주문에 이름을 실었고, 선제 즉위 후 공로를 인정받아 봉읍을 더 받았다.
이 무렵 흉노는 호연제선우가 다스리고 있었는데, 동쪽으로의 진출이 막혀 서쪽을 공략하여 오손을 쳤다. 오손에서는 한나라에 구원을 요청했고, 본시 2년(기원전 72년), 범명우는 어사대부 전광명·후장군 조충국·운중태수 전순·전장군 한증과 함께 15만 명의 기병을 이끌고 흉노를 치러 나섰다. 그러나 흉노는 싸우지 않고 달아나, 원정군은 별로 전과를 얻지 못했다. 범명우는 흉노 7백여 명을 죽이고 사로잡았으머 가축 만 여 마리를 얻었고, 각각 전과를 얻은 한증·조충국과 함께 정해진 날짜 전에 퇴각했으나 선제의 용서를 받았다.
곽광이 죽고, 선제는 곽광의 아들 곽우를 비롯한 곽씨 일족의 권력을 빼앗기 시작하였고, 곽광의 사위였던 범명우 또한 장군의 인수를 빼앗기고 광록훈으로 강등되었다. 궁지에 몰린 곽우 등은 반란을 획책하였고, 범명우는 황태후의 명을 받들어 승상 위상·선제의 장인 허광한 등을 죽이려 하였으나, 사전에 발각되어 스스로 목숨을 끊었다.

## 일화
범명우에게는 선비족 노비가 있었는데, 이 노비는 조위 때까지 살아 나이가 350세였고, 보통 사람들처럼 먹고 마시는 데에 전혀 문제가 없었다. 조위의 병주자사 필궤는 이 노비를 조정에 보냈는데, 노비는 곽현(霍顯)은 곽광이 나중에 장가든 아내이고, 범명우의 아내는 곽광의 전처의 딸이라고 증언하였다.

## 출전
- 사마천, 《사기》
  - 권20 건원이래후자연표
- 반고, 《한서》
  - 권17 경무소선원성공신표
  - 권19하 백관공경표 下
  - 권68 곽광김일제전
  - 권94상 흉노전 上